# ブシュメーヌ
ブシュメーヌ （Bouchemaine）は、フランス、ペイ・ド・ラ・ロワール地域圏、メーヌ＝エ＝ロワール県のコミューン。

## 地理
アンジューの中心地アンジェ南西部につながる郊外コミューン。プリュニエ、ブシュメーヌ、ラ・ポワントの3つの地区で構成される。
コミューンはメーヌ川がロワール川に合流する地点に位置している。

## 由来
ブシュメーヌは、サントーバン・ド・プリュニエ（Saint-Aubin de Pruniers）およびサン・サンフォリアン・ド・ブシュメーヌ（Saint-Symphorien de Bouchemaine）という2つの教区から誕生した。
ブシュメーヌは古くはBucca Meduanae（1009年から1060年）とつづられた。プリュニエは、ラテン語でプラムを意味するprunusから派生したPrunarius（769年）のつづりが残っている。

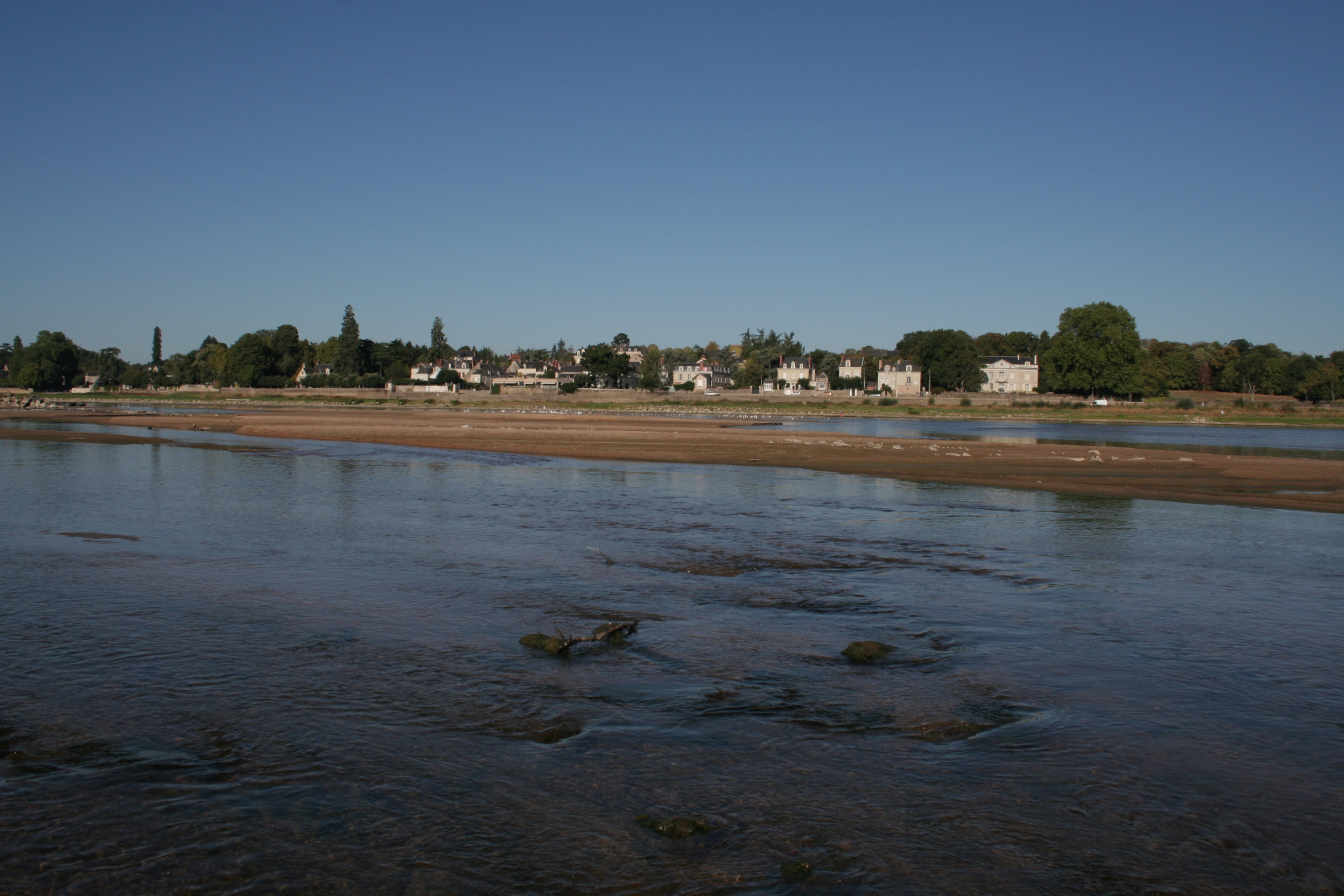
ラ・ポワント地区とロワール川
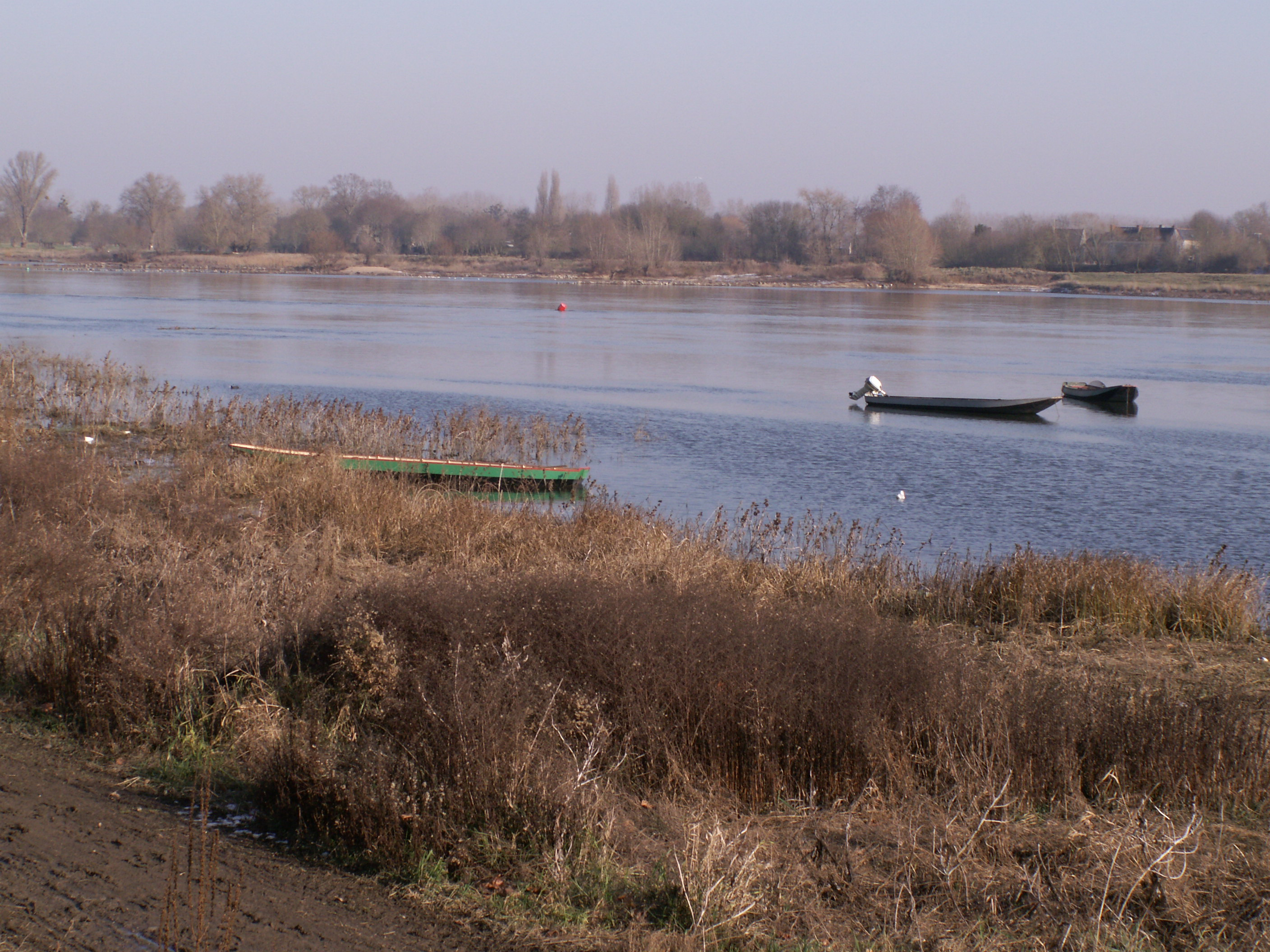
ラ・ポワント地区
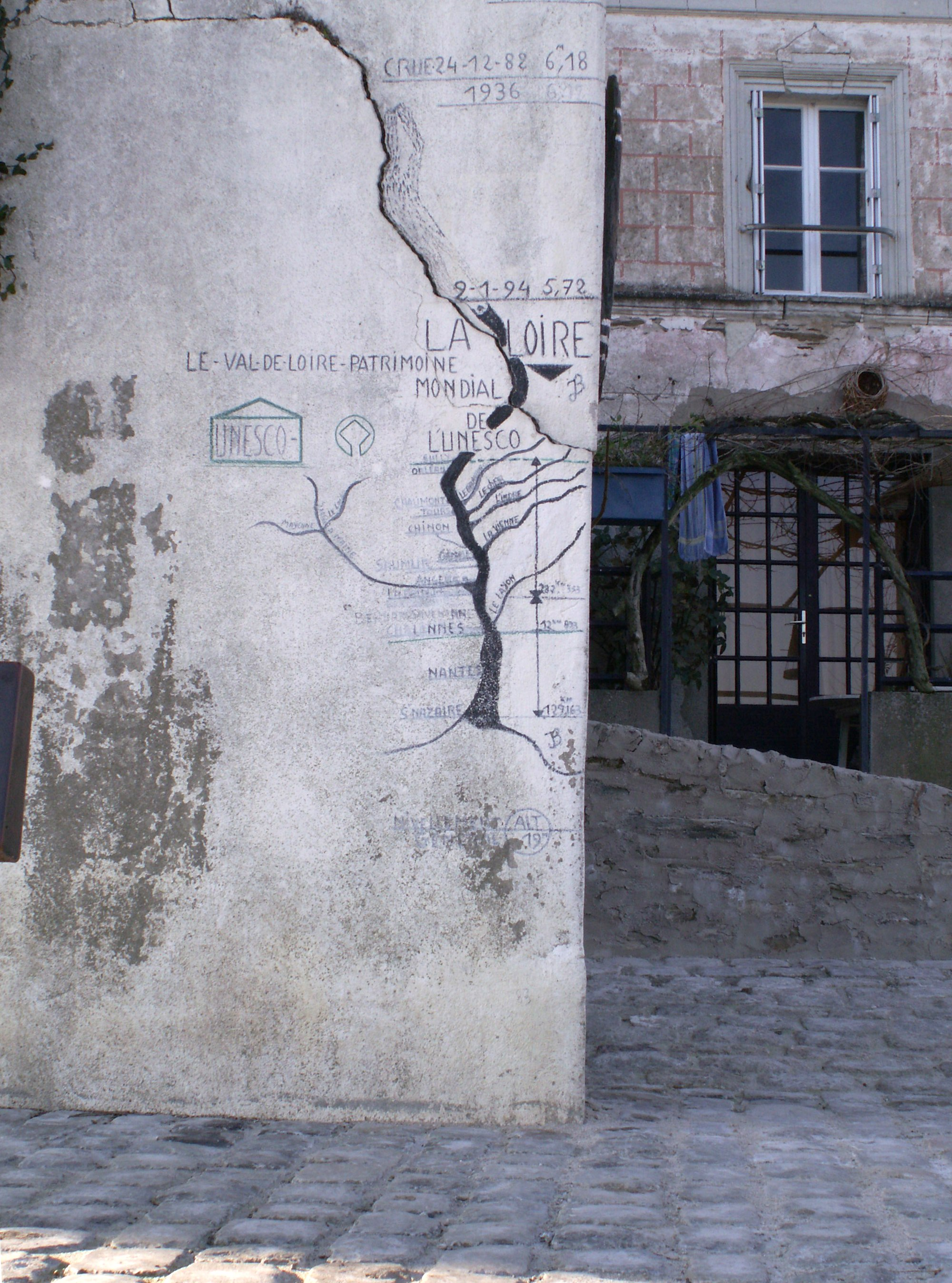
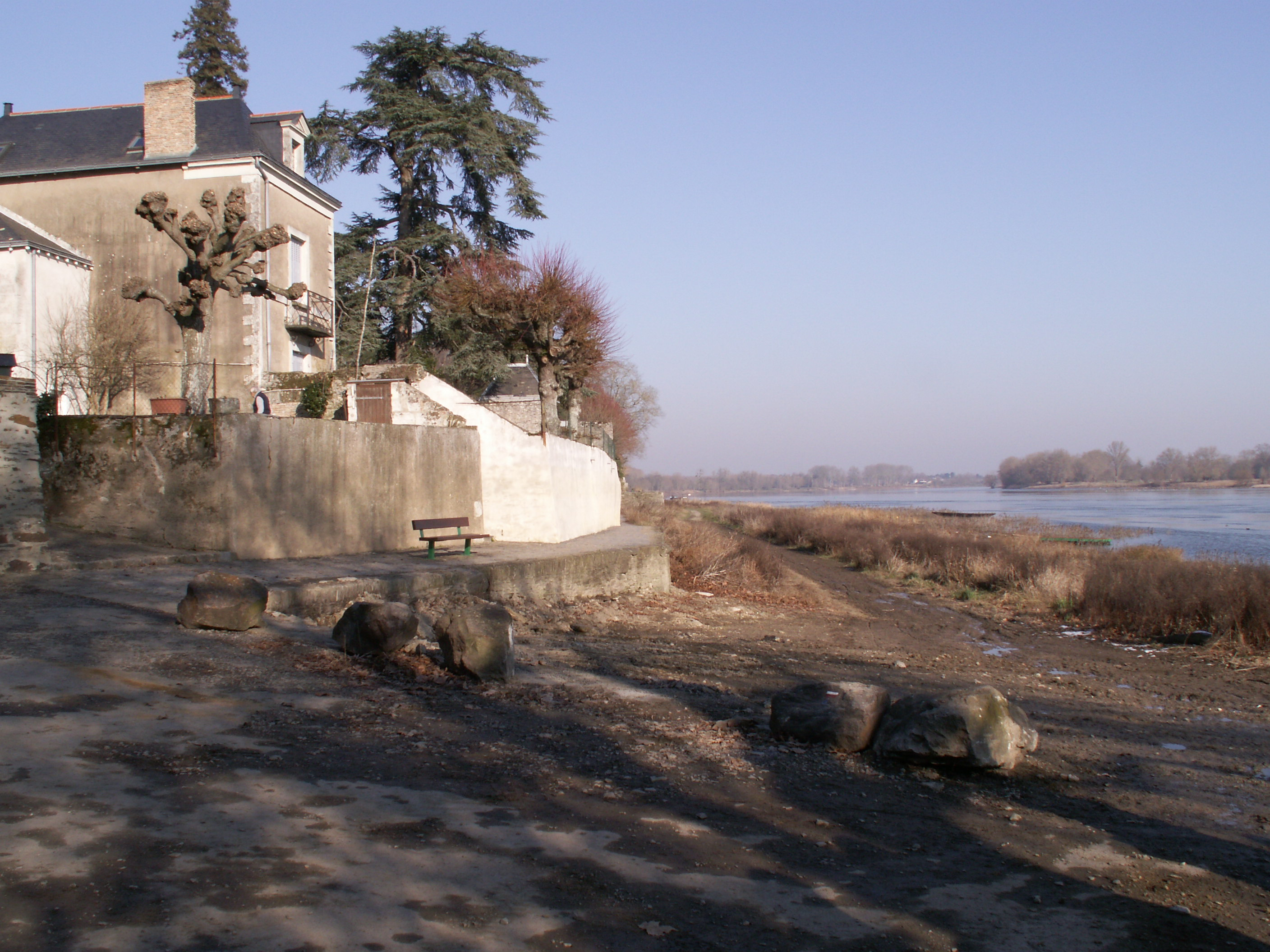
住宅
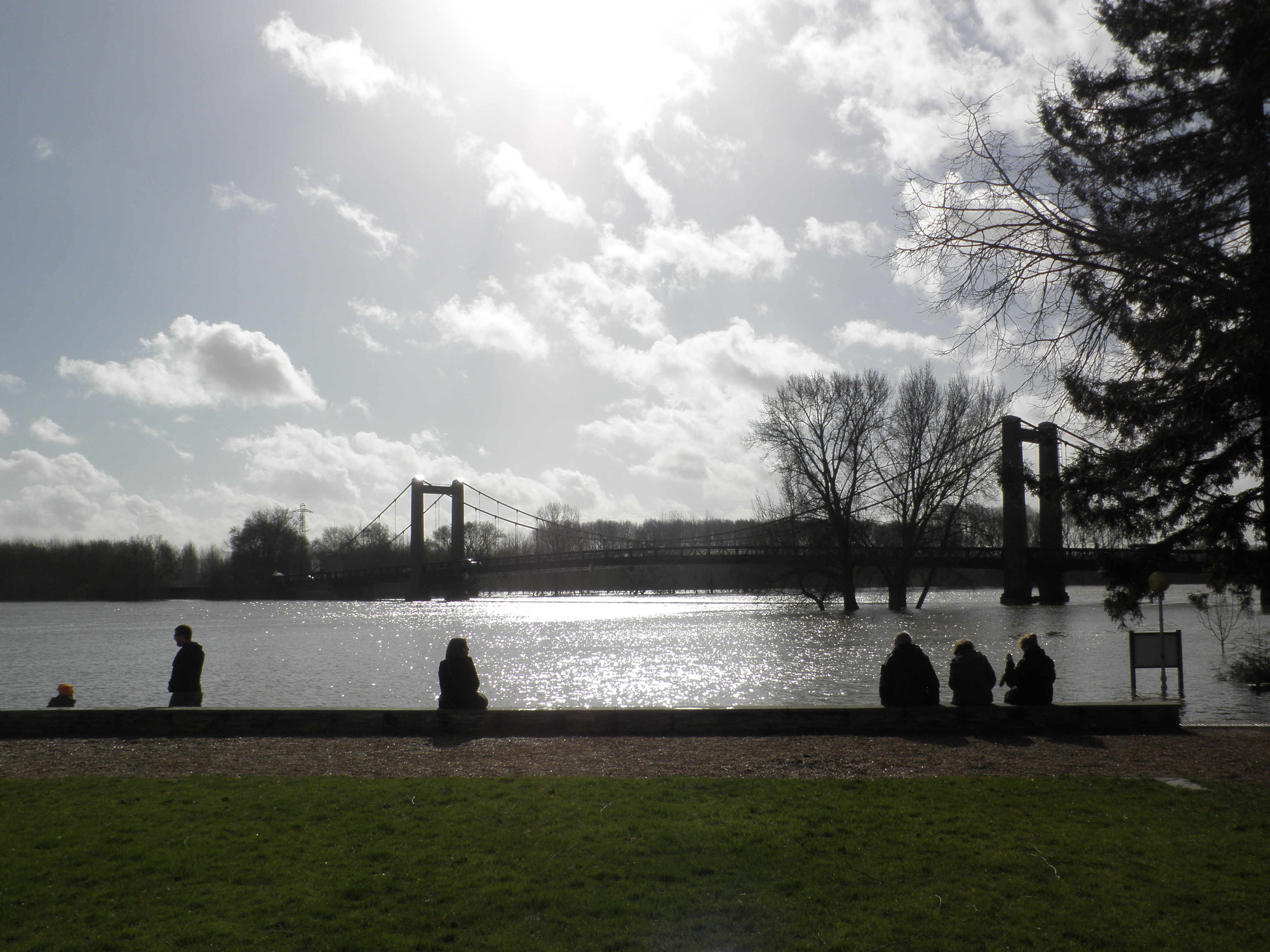
ブシュメーヌ修道院から見たメーヌ川

## 歴史
コミューンとしてのブシュメーヌは18世紀末にプリュニエとブシュメーヌの合併によって誕生し · 、プリュニエは急速にブシュメーヌに一体化された。
第一次世界大戦では58名の住人が落命した。第二次世界大戦では収容所に送られたレジスタンスを含む住民6名が殺害された。

## 人口統計
| 1962年 | 1968年 | 1975年 | 1982年 | 1990年 | 1999年 | 2008年 | 2013年 |
| ------ | ------ | ------ | ------ | ------ | ------ | ------ | ------ |
| 1282   | 1685   | 3223   | 5014   | 5799   | 6153   | 5853   | 6589   |

1962年から1999年までは複数コミューンに住所登録をする者の重複分を除いたもの。それ以降は当該コミューンの人口統計に依る。
参照元：1999年まで Ldh/EHESS/Cassini、2004年以降INSEE